# 溪門魚露
溪門魚露是越南廣南省升平縣平陽社溪門村生產的魚露的通稱，溪門魚露的歷史可追溯到數百年前，被稱為“溪門魚一，安富茶二”，溪門村从事鱼露制作的六十户家庭每年可生產数十万升鱼露，溪门鱼露品牌是广南省“一乡一品”计划的代表性产品，2011年1月24日，溪門魚露的商標獲越南國家知識產權局許可，2014年12月15日，溪門村獲廣南省人民委員會認定為廣南省傳統工藝村。